# Lady Babushka
Lady Babushka (dal russo бабушка, che significa "nonna" o "donna anziana") è un nome fittizio usato per identificare una donna sconosciuta presente durante l'assassinio di John Fitzgerald Kennedy del 1963 e che forse avrebbe potuto fotografare gli eventi accaduti nella Dealey Plaza di Dallas che hanno portato alla morte del presidente degli Stati Uniti d'America in quanto fu vista da testimoni oculari avere in mano una fotocamera al momento dell'omicidio. Il soprannome venne ispirato dal foulard che portava intorno alla testa ricordante il modo di vestire delle anziane donne russe.
Ciò che più rende misteriosa la figura è il suo comportamento calmo e rilassato mentre le persone intorno sono in preda al panico a causa dell'assassinio appena avvenuto; anni di ricerche non hanno mai portato a scoprire la vera identità della donna e varie ipotesi, molto fantasiose, hanno portato addirittura qualcuno a ritenere che si trattasse di una viaggiatrice nel tempo.
Nel 1970, una donna di nome Beverly Olive, affermò di essere la vera Lady Babushka presente durante l'assassinio di Kennedy. Ma le incongruenze erano troppe, e si capì facilmente che non si trattava della stessa persona.